# Bertram Kandziora
Bertram Kandziora (* 14. Februar 1956 in Jemielnica, Woiwodschaft Opole, Polen) ist ein deutscher Manager. Er war seit 2002 Vorstand Produktion und Materialwirtschaft und von 2005 bis 2022 Vorstandsvorsitzender der STIHL AG.

## Leben
Nach dem Examen als Diplom-Ingenieur an der Universität Karlsruhe promovierte Bertram Kandziora am Institut für Rechneranwendung in Planung und Konstruktion auf dem Gebiet der Montageautomatisierung. Von 1988 bis 2002 war er bei der Robert Bosch GmbH, der Scintilla AG und der BSH Bosch und Siemens Hausgeräte GmbH tätig. Zuletzt war er als Produktbereichsleiter bei der BSH für die Produktion von Herden und Dunstabzugshauben in 14 in- und ausländischen Werken verantwortlich.
Bertram Kandziora ist seit dem 1. Februar 2002 als Vorstand Produktion und Materialwirtschaft bei Stihl tätig. Nachdem sich im Jahr 2002 die Familiengesellschafter aus dem operativen Geschäft zurückgezogen hatten, übernahm Kandziora am 27. März 2003 zusätzlich zu seiner Aufgabe als Vorstand auch das Amt des Vorstandssprechers. 2005 wurde er zum 1. Juli als Vorstandsvorsitzender bestellt. Im Jahr 2011 und 2016 wurden der laufende Vertrag ab dem Folgejahr um weitere fünf Jahre verlängert.
Neben seiner Tätigkeit bei STIHL ist er Mitglied im Aufsichtsrat der WMF Württembergische Metallwarenfabrik AG sowie Vorsitzender des Industrieausschusses der IHK Region Stuttgart.
Zu seinen Hobbys zählen Reisen und Hochseesegeln. 2020 machte er einen Pilotenschein.